# Sweet Tee
Sweet Tee (nascida Toi Jackson) é uma rapper norte-americana, que foi contratada na gravadora Profile Records nos anos 1980. Seu primeiro single em 1986 foi o sucesso "It's My Beat" com participação de DJ Jazzy Joyce. Tee alcançou sucesso relativo com seu álbum de estreia, It's Tee Time em 1988, que atingiu o número 31 da parada americana R&B na revista Billboard. Ainda do álbum de estreia fora sucessos "I Got da Feelin'" (#48 US R&B, #31 UK Singles Chart), "On the Smooth Tip" (#36 US R&B) e "Why Did It Have to Be Me". No Reino Unido, "It's Like That Y'All" alcançou o Top 40.
Em 1995, Sweet Tee lançou o single "What's up, Star?" sob o apelido de Suga.
Ela é prima da celebridade de rádio nos Estados Unidos Troi Torain a.k.a. DJ Star do grupo Star & Bucwild. Toi Jackson é atualmente diretora assistente do Samaritan Village, um programa para tratamento de usuários de droga no bairro Jamaica no Queens.